# Técnica histológica
Se denomina técnica histológica al conjunto de operaciones a las que se somete una materia organizada (tejido biológico), a fin de que sea posible su estudio por medio del microscopio, posibilitando la observación de estructuras no visibles al ojo humano.

## Pasos de la técnica histológica
- Obtención del material histológico para estudiar
- Proceso de fijación
- Lavados
- Deshidratación
- Aclaramiento
- Infiltración
- Inclusión
- Microtomía
- Tinción
- Observación (Este último no es considerado como un paso de la técnica histológica por varios autores)

### Obtención del material histológico
Los tejidos se pueden obtener de diferentes formas:
- Biopsia

- Biopsia excisional 
- Biopsia incisional 
- Biopsía endoscópica
- Biopsia colposcópica
- Punción aspiración con aguja fina (PAAF) 
- Biopsia por punción con aguja gruesa (Tru-cut)
- Necropsia/autopsia

### Fijación
En este paso el tejido obtenido se coloca en una sustancia fijadora, generalmente líquida, para evitar los cambios post-mortem y para lograr conservar  la forma original del tejido. Uno de los fijadores más usado es el formol al 10% (formaldehído). En el caso de que realicemos estudios mediante el microscopio electrónico, deberemos usar otros fijadores más específicos como paraformaldehído, glutaraldehído y tetróxido de osmio.

### Lavados
Se debe lavar el tejido para quitar el exceso de fijador (químico).
El exceso de fijador durante el posterior proceso de infiltración, incluso en la microtomía, podría afectar los cortes histológicos, y por ello se debe lavar con agua destilada.

### Deshidratación
La deshidratación se realiza empleando diferentes soluciones de alcohol a concentraciones crecientes hasta llegar a alcohol puro. La técnica de la parafina, para cortar fácilmente.

### Aclaramiento
En este paso se sustituye el alcohol por una sustancia que haga de intermediario entre el agua y la parafina que se usará posteriormente para la infiltración. La sustancia comúnmente utilizada es el xilol (xileno) aunque también pueden usarse otros disolventes orgánicos como benceno. Tras varios baños, se consigue eliminar el alcohol puro y todo el tejido queda impregnado del xilol, el cual habrá entrado hasta lo más profundo del tejido. Durante este proceso el tejido pierde color dando lugar al término de aclaramiento.

### Infiltración
La muestra se coloca en parafina histológica en estado líquido, lo cual se consigue calentando la parafina por encima de su punto de fusión. Como se ha dicho en el paso anterior el tejido está completamente impregnado de xilol que es un disolvente de la parafina, por lo que tras varios baños con concentración creciente de parafina se consigue embeber todo el tejido en parafina pura.  
La deshidratación, aclaramiento e infiltración pueden ser realizadas manualmente pero hoy en día se realizan de modo automático en máquinas específicas.

### Inclusión
Tiene como finalidad proporcionarle al tejido un soporte sólido que posibilite realizar un corte muy fino, por lo que es de suma importancia que el medio utilizado para la inclusión penetre al interior del tejido.
Aquí se forman bloques de parafina dentro de los cuales están las muestras a estudiar.
También hay máquinas especializadas para la inclusión en parafina de tejidos. Después de su inclusión y posterior secado, estos se deben poner a enfriar en un congelador para su posterior corte. Puede llevarse a cabo en Parafina

### Microtomía
Se realizan cortes histológicos muy delgados según lo requerido o la costumbre del laboratorio donde se realice la técnica. Los cortes van desde 0,5 micras hasta 8 u 10 micras. 
Los cortes se echan al baño de flotación y se ´pescan´ con un portaobjetos, se marcan con la fecha, el tipo de tejido y la tinción con que se van a procesar.
El ángulo de corte entre el cuchillo del microtomo y el bloque ha de estar entre 10° y 15º.
Una vez realizado el corte se da un baño de agua destilada, para que la parafina se estire.
Un buen corte histológico debe tener un grosor aproximado de 3-5 micras para que sea fácilmente atravesado por la luz del sol y atraviese los poros celulares.

### Tinción
Las células, por sí mismas, no poseen coloración. Por tanto, para poder observar la morfología tisular deben "teñirse". Existen muchos tipos de tinciones para diferenciar las distintas estructuras o sustancias en los tejidos..
La tinción más usada o también llamada "de rutina" es la de hematoxilina y eosina (H&E).
Se usa un colorante llamado hematoxilina que tiñe las sustancias ácidas o que las contengan, como el núcleo que contiene ácido desoxirribonucleico (ADN)
La eosina amarillenta tiñe las estructuras básicas como el citoplasma y demás orgánulos eosinofílicos de la célula.
Como se mencionó anteriormente hay muchas tinciones .
Otros ejemplos son:
- Masson
- PAS
- Perls
- Plata metenamina
- Warthin-Starry
- Ziehl-Neelsen
- Van Gieson
- Azul alcian
- Sudán III
- Rojo Congo

### Observación
Como se mencionó al principio algunos autores no consideran la observación como un paso de la técnica histológica sino el objetivo final de la misma. Como se puede deducir, se observa la laminilla al microscopio y se busca lo que se necesite ver para llegar a un diagnóstico.
La técnica histológica es muy empleada en laboratorios y hospitales. Permite hacer diagnósticos de distintas enfermedades, como para saber si un tumor es maligno o benigno, etc.